# Sydthy
Sydthy is een voormalige gemeente in Denemarken.
De oppervlakte bedroeg 321,92 km². De voormalige gemeente telde 11.239 inwoners waarvan 5694 mannen en 5545 vrouwen (cijfers 2005).
Hoofdplaats was Hurup. De oude gemeente valt sinds 2007 onder de nieuw gevormde gemeente Thisted.